# The Clean-Up (film 1917)
The Clean-Up è un film muto del 1917 diretto da William Worthington. Sceneggiato da Waldemar Young da un proprio soggetto, aveva come interpreti Franklyn Farnum, Agnes Vernon, Mark Fenton, Martha Mattox.

## Trama
Stuart Adams arriva, durante una tournée della sua compagnia di rivista, a Weston, Illinois, sua città natale, dove si attiva per pubblicizzare lo spettacolo in programma, La ragazza e la giarrettiera. La Lega della Purezza locale, guidata dal banchiere James Richards, padre di Hazel, fidanzata di Stuart, tenta di impedire lo show. Intanto Stuart provoca scandalo baciando in pubblico Hazel. Poi, sempre per lanciare lo spettacolo, fa pubblicare sul giornale la notizia che Richards ha già visto a New York La ragazza e la giarrettiera, dove il banchiere - secondo le sue dichiarazioni - si sarebbe recato "per vedere quanto potesse essere scioccante". Il giovane Adams riesce anche ad attaccare uno striscione durante una parata della Lega, sfidando nel contempo Richards a un dibattito. Aiuta poi Vera Vincent, un'investigatrice incontrata sul treno, a catturare due ladri che cercano di rapinare la banca di Richards. Durante il dibattito che tiene con il banchiere, Stuart - consapevole che lo spettacolo non potrà andare in scena - si offre di ritirarlo e di farla finita con tutte le polemiche suscitate. Nel frattempo, organizza una fuga con Hazel, che dovrebbe aspettarlo alla stazione dei treni. Ma Richards insiste perché Stuart venga a cena. Così il giovanotto ha la sorpresa di trovarvi anche Hazel che sua zia aveva messo sotto chiave in camera sua.

## Produzione
Il film fu prodotto dalla Bluebird Photoplays.

## Distribuzione
Il copyright del film, richiesto dalla Bluebird Photoplays, Inc, fu registrato l'11 luglio 1917 con il numero LP11079.

Distribuito dalla Bluebird Photoplays attraverso la Universal Film Manufacturing Company, il film uscì nelle sale statunitensi il 6 agosto 1917.

### Conservazione
Copia completa della pellicola in 35 mm si trova conservata negli archivi del Museum Of Modern Art di New York.